# Streblocera flava
Streblocera flava är en stekelart som beskrevs av You och Xiong 1988. Streblocera flava ingår i släktet Streblocera och familjen bracksteklar. Inga underarter finns listade i Catalogue of Life.